# Мусіївська сільська рада (Ружинський район)
Мусіївська сільська рада — колишня адміністративно-територіальна одиниця та орган місцевого самоврядування у Ружинському і Вчорайшенському районах Бердичівської округи, Київської та Житомирської областей Української РСР з адміністративним центром у селі Мусіївка.

## Населені пункти
Сільській раді на час ліквідації були підпорядковані населені пункти:
- с. Мусіївка
- х. Жарки

## Населення
Відповідно до перепису населення СРСР, станом на 17 грудня 1926 року, чисельність населення ради становила 1 493 особи, з них, за статтю: чоловіків — 727, жінок — 766; етнічний склад: українців — 1 485, росіян — 7, інших — 1. Кількість господарств — 329, з них, несільського типу — 7.

## Історія та адміністративний устрій
Створена 1923 року в с. Мусіївка Верхівнянської волості Сквирського повіту Київської губернії. 7 березня 1923 року увійшла до складу новоствореного Ружинського району Бердичівської округи. 17 червня 1925 року, відповідно до постанови ВУЦВК та РНК УСРР «Про адміністраційно-територіяльне переконструювання Бердичівської й суміжних з нею округ Київщини, Волині й Поділля», сільську раду передано до складу Вчорайшенського району Бердичівської округи. Станом на 17 грудня 1926 року в підпорядкуванні значаться лісова дача Жарки та хутір Ярича. 5 лютого 1931 року, внаслідок ліквідації Вчорайшенського району, сільську раду передано до складу Ружинського району Української СРР. 17 лютого 1935 року, відповідно до постанови Президії ВУЦВК «Про склад нових адміністративних районів Київської області», сільську раду включено до складу відновленого Вчорайшенського району Київської області. На 1 жовтня 1941 року х. Ярича не перебуває на обліку населених пунктів.
Станом на 1 вересня 1946 року сільська рада входила до складу Вчорайшенського району Житомирської області, на обліку в раді перебували с. Мусіївка та х. Жарки.
28 листопада 1957 року, внаслідок ліквідації Вчорайшенського району, сільську раду включено до складу Ружинського району Житомирської області.
Ліквідована 5 березня 1959 року, відповідно до рішення Житомирського облвиконкому № 161 «Про ліквідацію та зміну адміністративно-територіального поділу окремих рад області», територію та населені пункти ради приєднано до складу Верхівнянської сільської ради Ружинського району.